# Burcht Vorst
De Burcht Vorst (of Forst) (Duits: Burg Vorst, Italiaans: Castel Foresta) is een middeleeuwse burcht gelegen in het Zuid-Tiroolse Algund (Italië). 

## Geschiedenis
Burcht Vorst is aan het einde van de 13e eeuw gebouwd. De burcht werd in 1302 eigendom van de Tiroolse minsister Ulrich von Vorst. Na zijn overlijden in 1311 kwam Vorst in bruikleen aan Albert von Gomion (uit Sankt Leonhard in Passeier, schildheer van de Schildhof 'Gomion') die daardoor zijn naam veranderde in Albert von Vorst. Zijn weduwe Floridiana hertrouwde in 1338 met Wilhelm von Enn, waardoor de burcht in het bezit kwam van Van Starkenberg. Hij behoorde tot de adelbond Elefantenbund.
In 1406 kwam de Elefantenbund in conflict met Frederik IV van Oostenrijk, waardoor de burcht onteigend werd. 
Van 1519 tot 1860 was Burcht Vorst in het eigendom van het adelgeslacht Von Brandis.